# Djanira da Motta e Silva

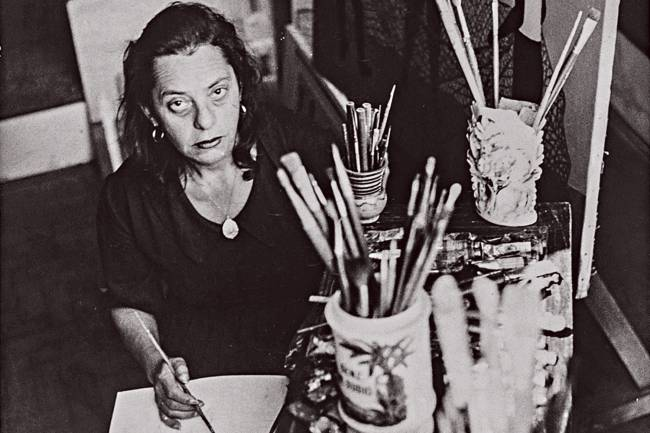
Djanira da Motta e Silva tại nơi làm việc

Djanira da Motta e Silva (Avaré, ngày 20 tháng 6 năm 1914 - Rio de Janeiro, ngày 31 tháng 5 năm 1979) là một họa sĩ người Brazil, họa sĩ minh họa và nhà điêu khắc, được biết đến rộng rãi với tên Djanira. Cô được biết đến với những bức tranh nghệ thuật ngây thơ của mình, miêu tả những người dân Brazil với chủ đề về tôn giáo và phong cảnh.

## Tiểu sử
Djanira sinh ra ở Avaré, con gái của Oscar de Paiva Pia Job Paiva.
Ở tuổi 23, cô nhập viện bởi bệnh lao tại một bệnh viện, ở São José dos Campos, nơi cô đã vẽ lần đầu tiên. Sức khỏe của cô được cải thiện, cô tiếp tục điều trị ở Rio de Janeiro, cư trú tại Santa Teresa, vì không khí trong lành của nơi đây. Năm 1930, cô thuê một ngôi nhà nhỏ trong khu phố và được cũng cấp một khoản trợ cấp từ gia đình. Một trong những vị khách của cô, họa sĩ Emeric Mercier, khuyến khích cô và đưa ra những bài học vẽ tranh cho cô. Djanira cũng tham dự một khóa học vẽ đêm tại Liceu de Artes e Ofícios, trong thời gian này cô giữ liên lạc với cặp vợ chồng Arpad Szenes và Maria Helena Vieira da Silva, cùng với Milton Dacosta, Carlos Scliar, và những người khác sống ở Santa Teresa và tham gia vào thế giới nghệ thuật.
Vào cuối những năm 1930, tại thủ đô của tiểu bang, cô đã có những lớp học vẽ buổi tối đầu tiên về nghệ thuật tại Trường Nghệ thuật và Thủ công và họa sĩ Emeric Mercier, một người thuê nhà Djanira ở Santa Teresa. Cô đã liên lạc với các nghệ sĩ Carlos Scliar, Milton Dacosta, Árpád Szenes, Maria Helena Vieira da Silva và Jean-Pierre Chabloz, điều này đã dẫn đến triển lãm tại Salon Mỹ thuật Quốc gia lần thứ 48 vào năm 1942. Trong năm sau đó, cô đã tổ chức chương trình riêng đầu tiên của mình tại Hiệp hội Báo chí Brazil (ABI).
Vào những năm 1970, cô đến mỏ than Santa Catarina để trải nghiệm cuộc sống của các thợ mỏ, và đi đến Itabira để xem dịch vụ khai thác sắt. Năm 1972, cô trở thành nữ tu của Dòng Carmelite.